# التخزين على القرص
قرص التخزين أو تخزين القرص فئة عامة من آليات التخزين، والتي يتم فيها تسجيل البيانات رقميا عن طريق الوسائل الإلكترونية، أو المغناطيسية، أو البصرية، أو الميكانيكية المختلفة على طبقة مودعة سطحية لمستو مستدير ودائري واحد أو أكثر. ومحرك الأقراص هو جهاز تنفيذ هذه الآلية مع وسائل تخزين ثابتة أو قابلة للنقل مع الوسائط القابلة للنقل، يتميز الجهاز عادة من وسائط كما هو الحال في محرك القرص المضغوط والقرص المضغوط أنواع بارزة هي محرك القرص الصلب (HDD) التي تحتوي على قرص غير قابل للإزالة، محرك الأقراص المرنة (FDD) والقرص المرن القابلة للإزالة لها، ومختلف محرك الأقراص الضوئية ليالي وما يرتبط بها من وسائل الاعلام الأقراص الضوئية.

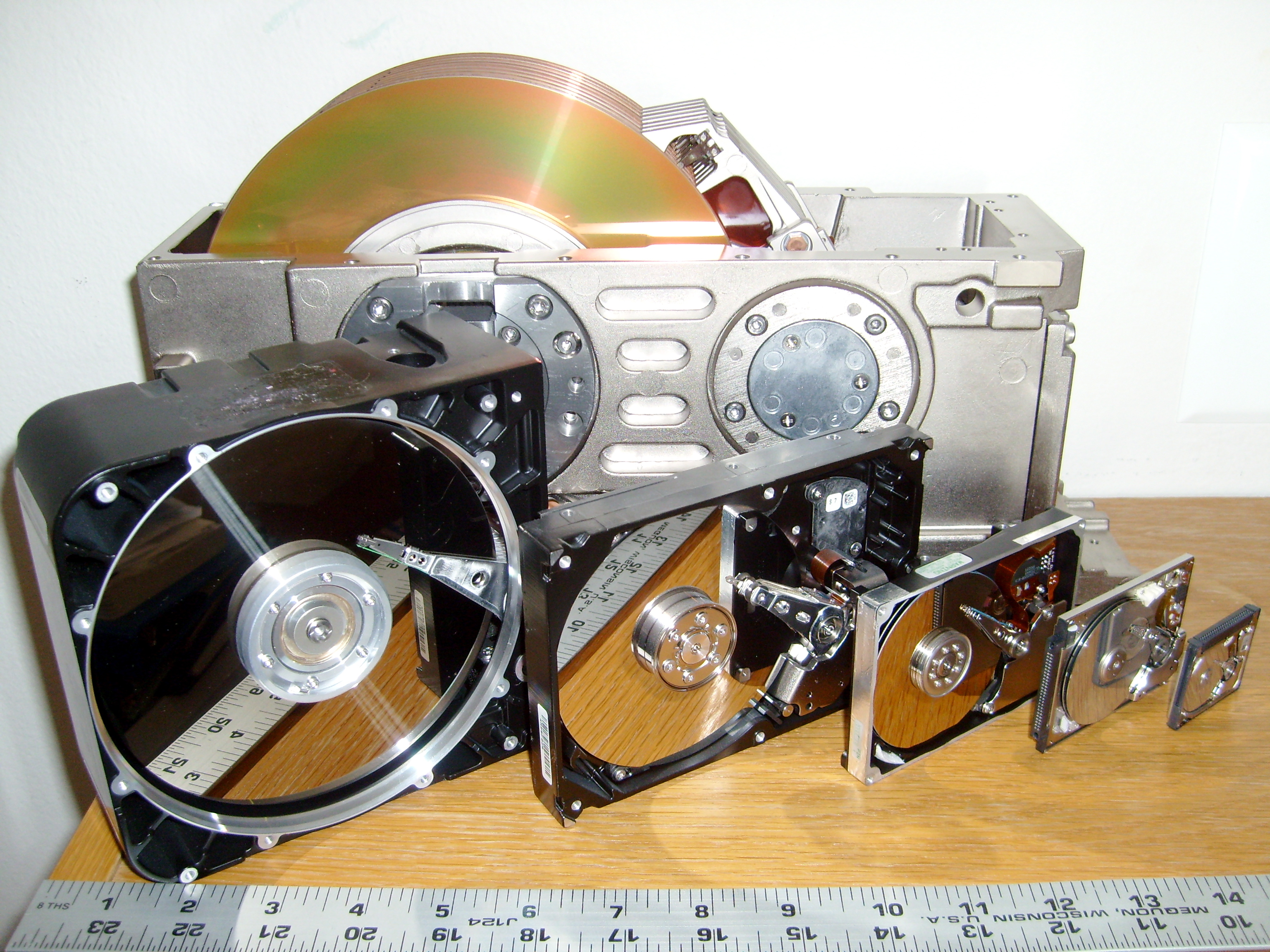
ستة محركات أقراص صلبة

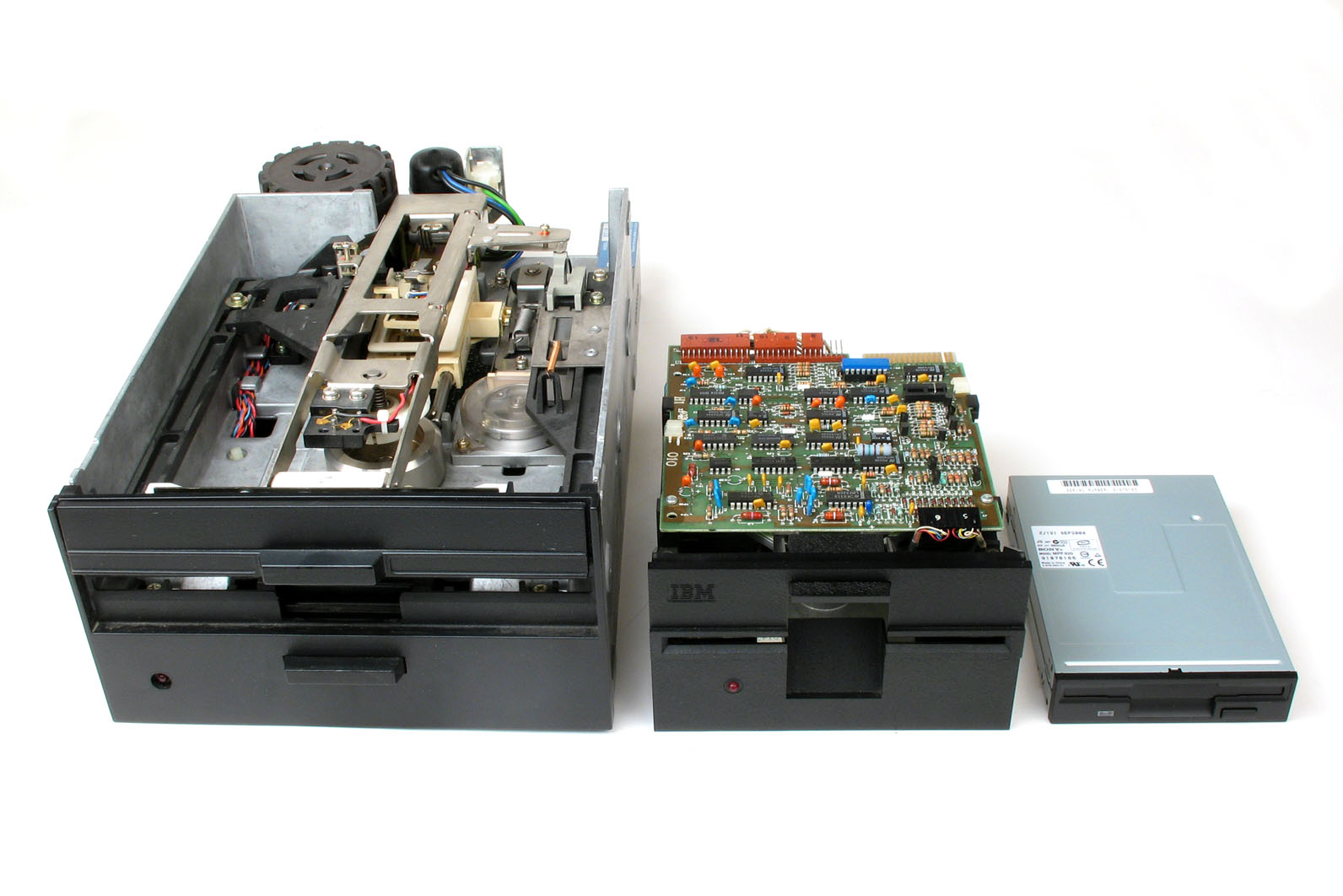
ثلاثة محركات أقراص مرنة

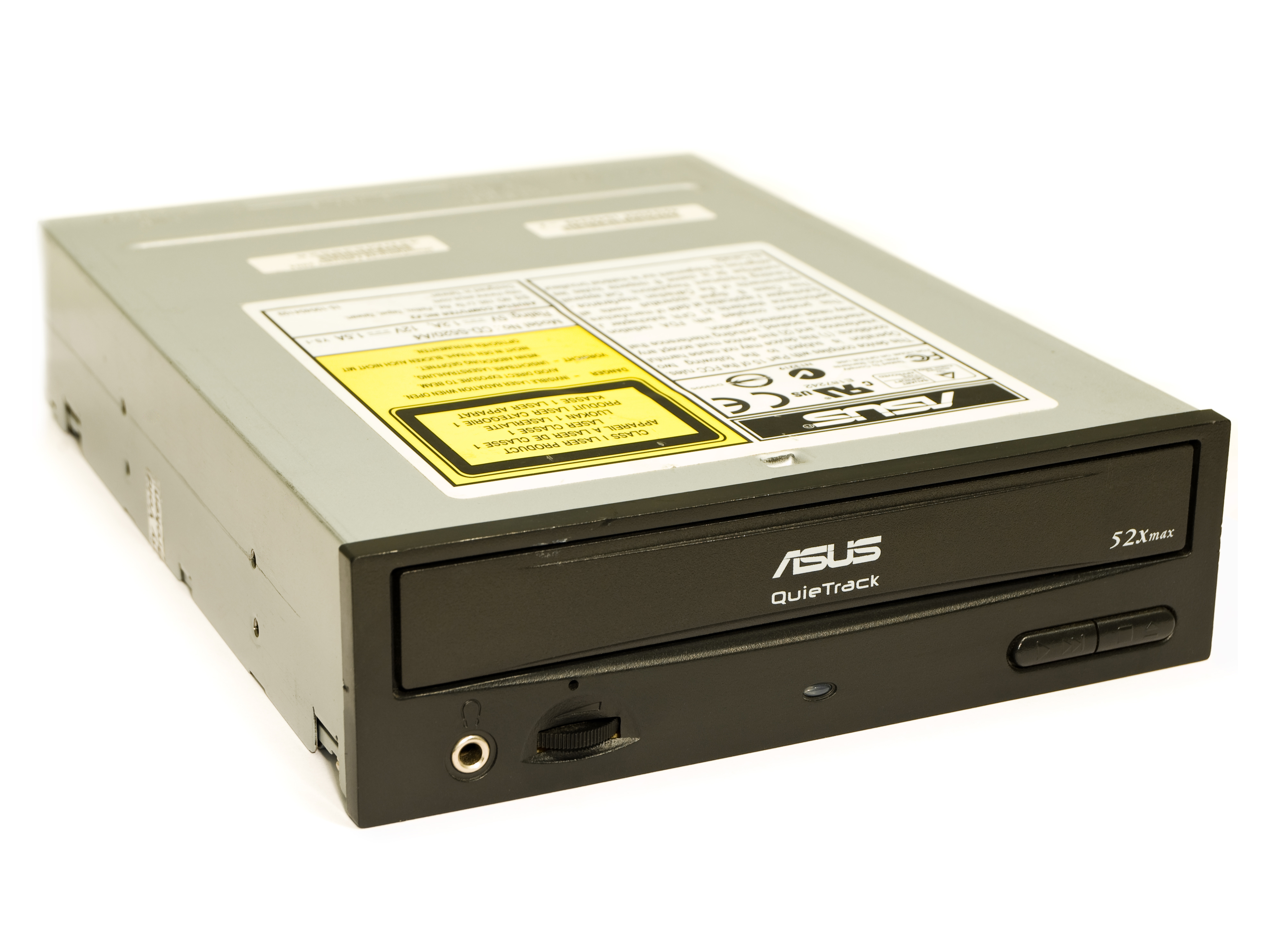
CD- ROM محرك أقراص (بصرية)

## الخلفية التاريخية
تم تسجيل الموسيقى والمعلومات الصوتية في الأصل من خلال طرائق تناظرية مثل مسجل الصوت والاستنساخ). وبالمثل يستخدم القرص أول فيديو طريقة تسجيل التناظرية. في صناعة الموسيقى، وقد تم تسجيل التناظرية استبدال معظمها عن طريق التكنولوجيا الرقمية البصرية حيث يتم تسجيل البيانات في شكل رقمي مع المعلومات البصرية.
كان أول قرص التخزين الرقمية التجارية الجهاز RAMAC IBM 350 شحنها في عام 1956 كجزء من نظام الحوسبة RAMAC 305 IBM. وقد وضعت الوصول العشوائي، وانخفاض كثافة التخزين من الأقراص لاستكمال المستخدمة بالفعل الوصول المتسلسل، وارتفاع كثافة التخزين التي تقدمها ليالي باستخدام محرك الشريط الشريط المغناطيسي. وقد خفضت الابتكار قوية في تكنولوجيا التخزين على القرص، إلى جانب الابتكار أقل صرامة في تخزين الشريط، والكثافة والتكلفة لكل بت الفجوة بين القرص والشريط، والحد من أهمية الشريط كتكملة للقرص.
يتم الآن استخدام قرص التخزين في المستودعات والتخزين على حد سواء الكمبيوتر الإلكترونية الاستهلاكية، مثل الصوت وأقراص CD ليالي الفيديو (دي في دي ومعيار بلو راي).

## طرق الوصول
الأقراص الرقمية وأجهزة التخزين كتلة. وينقسم كل قرص إلى كتل منطقية (مجموعة من القطاعات). تتم معالجتها باستخدام كتل عناوينهم كتلة المنطقي (LBA). القراءة من أو الكتابة إلى القرص يحدث في التفاصيل من الكتل.
وكان في الأصل سعة القرص منخفضة جدا، وتحسنت في واحدة من عدة طرق. تحسينات في تصميم وتصنيع ميكانيكي يسمح رؤساء أصغر حجما وأكثر دقة، وهذا يعني أنه يمكن تخزين أكثر المسارات على كل من الأقراص. يسمح التقدم في أساليب ضغط البيانات لمزيد من المعلومات يمكن تخزينها في كل قطاع من القطاعات الفردية.
محرك مخازن البيانات على اسطوانات، ورؤساء، والقطاعات. وتسمى أصغر وحدة في إطار مؤتمر نزع السلاح، والذي يتألف من 33 حرفا ويحتوي على عينات يتمون ستة ستيريو 16 بت (وحدتي بايت × × قناتين ست عينات = 24 بايت). التسع الأخرى بايت تتكون من ثمانية بايت تصحيح الخطأ وCIRC subcode بايت واحد يستخدم للمراقبة وعرضه.
يتم إرسال المعلومات من المعالج الكمبيوتر إلى السير في رقاقة التحكم في نقل البيانات. ثم يتم إرسال هذه إلى القرص الثابت عبر موصل متعدد الأسلاك. بمجرد تلقي البيانات على لوحات الدوائر الإلكترونية للمحرك، ويتم ترجمته في شكل مضغوط من أن محرك الأقراص الفردية ويمكن استخدامها لتخزين على القرص نفسه. ثم يتم تمرير البيانات إلى رقاقة على لوحة الدائرة التي تسيطر على الوصول إلى محرك الأقراص. يتم تقسيم محرك في قطاعات من البيانات المخزنة على واحد من الجانبين واحدة من الأقراص الداخلية. وHDD مع قرصين سوف داخليا عادة تخزين البيانات على جميع الأسطح الأربعة.
الأجهزة على محرك يروي الذراع المحرك حيث من المفترض أن تذهب للمسار ذات الصلة وثم يتم إرسال المعلومات مضغوطة وصولا إلى الرأس التي تغير الخصائص الفيزيائية، بصريا أو مغناطيسيا على سبيل المثال، كل بايت على القرص، وبالتالي تخزين المعلومات. لا يتم تخزين ملف بطريقة خطية، بل هو عقد في أفضل وسيلة لاسترداد أسرع.

## سرعة دوران وتخطيط المسار

مقارنة بين عدة أشكال من التخزين على القرص تظهر المسارات (وليس إلى النطاق) ؛ الأخضر والأحمر يدل على بداية نهاية يدل.* بعض CD - R (W) وDVD - R (W) / DVD + R (W) تعمل في مسجلات ZCLV، الجهاز المركزي للمحاسبات أو وسائط CAV.

ميكانيكيا هناك اقتراحين المختلفة التي تحدث داخل المحرك. واحد هو دوران الأقراص داخل الجهاز. والآخر هو الحركة جنبا إلى جنب من الرؤساء عبر القرص وهي تنتقل بين المسارات.
هناك نوعان من أساليب التناوب القرص :
- سرعة خطية ثابتة (تستخدم أساسا في التخزين الضوئية) تختلف سرعة دوران القرص البصري يتوقف على موقف رئيس و
- السرعة الزاوية الثابتة (المستخدمة في محركات الأقراص الصلبة، FDDs القياسية، وعدد قليل نظم الأقراص الضوئية، والفينيل السجلات السمعية) يدور في وسائل الاعلام في سرعة واحدة ثابتة بغض النظر عن المكان الذي وضع على رأسه.

وضع المسار التالي أيضا اثنين من أساليب مختلفة عبر أجهزة التخزين على القرص. أجهزة تخزين البيانات التي تركز على عقد الكمبيوتر، على سبيل المثال، الأقراص الصلبة، FDDs، أيوميغا الرمز البريدي حملة ثانية، استخدام مسارات متحدة المركز لتخزين البيانات. خلال عملية القراءة أو الكتابة متتابعة، وبعد حملة يصل جميع القطاعات في مسار ذلك إعادة وضع الرأس (ق) إلى المسار التالي. هذا سوف يتسبب في تأخير لحظة في تدفق البيانات بين الهاتف والكمبيوتر. في المقابل، السمعية البصرية وأقراص الفيديو استخدام مسار حلزوني واحد يبدأ في نقطة داخلية أكثر على القرص وتدفق مستمر إلى الحافة الخارجية. عند قراءة أو كتابة البيانات ليست هناك حاجة لوقف تدفق البيانات للتبديل المسارات. هذا هو مماثل لالفينيل السجلات عدا الفينيل السجلات التي على حافة الخارجي وتصاعد في اتجاه الوسط.

## واجهات
واجهة محرك الأقراص هو الآلية / بروتوكول للاتصال بين بقية النظام ومحرك القرص نفسه. أجهزة التخزين المخصصة لأجهزة الكمبيوتر المكتبية والمحمولة عادة استخدام ATA (PATA) واجهات SATA. ونظم المؤسسات وأجهزة التخزين الراقية عادة استخدام SCSI، SAS، واجهات FC بالإضافة إلى استخدام بعض SATA.

## المصطلحات الأساسية
- طبق—قرص تسجيل الفردية. في محرك القرص الثابت ونحن نميل للعثور على مجموعة من أطباق والتطورات في التكنولوجيا البصرية وأدت إلى طبقات متعددة على تسجيل S. دي في دي واحد
- التناوب—أطباق تدوير ؛ اثنين من التقنيات الشائعة :
  - السرعة الزاوية الثابتة (CAV) يحافظ على القرص الغزل بسعر ثابت، وتقاس في الثورات في الدقيقة (RPM). هذا يعني أن رؤساء تغطي أكثر المسافة لكل وحدة من الوقت على المسارات الخارجي من على المسارات الداخلية. هذا الأسلوب هو الحال مع محركات أقراص الكمبيوتر الصلبة.
  - السرعة الخطية الثابتة (CLV) يحافظ على المسافة التي تغطيها رؤساء لكل وحدة زمنية ثابتة. وبالتالي القرص أن تبطئ كذراع ينتقل إلى المسارات الخارجي. هذا الأسلوب هو الحال بالنسبة للمحركات أقراص CD.
- المسار—دائرة البيانات المسجلة على سطح واحد للتسجيل على طبق.
- القطاع—قطعة من مسار
- انخفاض مستوى التنسيق—إنشاء المسارات والقطاعات.
- رئيس—الجهاز الذي يقرأ ويكتب المعلومات المغناطيسية أو الضوئية على سطح القرص.
- ذراع—الجمعية الميكانيكية التي تدعم الرأس وهو يتحرك داخل وخارج.
- تسعى الوقت—الوقت اللازم لتحريك الرأس إلى موقف جديد (المسار محددة).
- الكمون التناوب—معدل الوقت، وبمجرد أن الذراع يسير على الطريق الصحيح، قبل أن الرأس هو أكثر من القطاع المطلوب.